# Dawit Modsmanaschwili

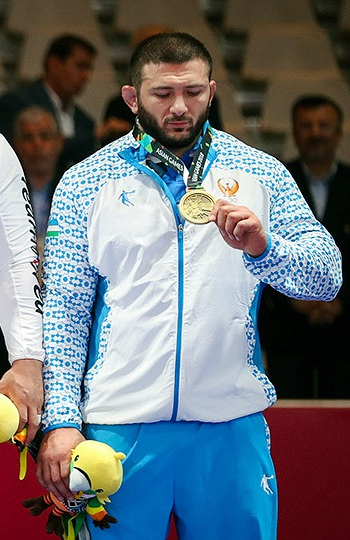
Dawit Modsmanaschwili

Dawit Modsmanaschwili (georgisch დავით მოძმანაშვილი; * 9. November 1986) ist ein usbekischer Ringer georgischer Herkunft.

## Leben
Modsmanaschwili begann als Kind im Jahre 1995 mit dem Ringen. Er konzentrierte sich dabei auf den freien Stil und fand in seinem Heimatland Georgien, das auf eine langjährige Tradition im Freistilringen verweisen kann, ausgezeichnete Trainer. Vor allem Leri Dschagania und Dawid Churzia waren seine Lehrmeister.
Dawit Modsmanaschwili trat erstmals im Jahre 2004 auf der internationalen Ringermatte in Erscheinung, als er bei der Junioren-Europameisterschaft (Cadets = bis zum 18. Lebensjahr) in Istanbul im Mittelgewicht den 5. Platz belegte. 2006 erreichte er bei der Junioren-Weltmeisterschaft in Guatemala-Stadt (Juniors = bis zum 20. Lebensjahr) im Halbschwergewicht schon den 2. Platz. Im Finale unterlag er gegen Alan Loschow aus Russland.
Im Jahre 2007 hatte Dawit Modsmanaschwili Gelegenheit, bei zwei großen Ringerturnieren Erfahrungen zu sammeln. Er konnte sich aber dort nicht auf den vorderen Rängen platzieren. Beim Weltcup in Krasnojarsk musste er fünf erfahrenen Athleten, zu denen zum Beispiel Alireza Rezaei aus dem Iran, Tolly Thompson aus den USA und Aljaksej Schamarau aus Russland zählten, den Vortritt lassen und kam auf den 6. Platz. Bei der Weltmeisterschaft der Senioren 2007 in Baku siegte er in seinem ersten Kampf über Ottó Aubéli aus Ungarn, verlor aber dann gegen Fardin Masoumi Valadi aus dem Iran und kam auf den 14. Platz.
Bei der Europameisterschaft 2008 in Tampere überraschte Modsmanaschwili, der mit 105 kg Körpergewicht ein relativ leichter Schwergewichtler ist, mit vier Siegen und gewann den EM-Titel. Mit Rareș Chintoan aus Rumänien und dem mehrfachen Weltmeister und Olympiasieger David Musuľbes, der fünf Jahre lang inaktiv war, besiegte er dabei auch zwei erfahrene und erfolgreiche Ringer.
Nach der Europameisterschaft wurde festgestellt, dass Dawit Modsmanaschwili gedopt war. Ihm wurde deshalb vom Internationalen Ringerverband (FILA) der Titel entzogen. Außerdem wurde er bis zum 1. April 2010 gesperrt.
Bei den Olympischen Spielen 2012 gewann Modsmanaschwili die Silbermedaille. Allerdings wurde er auch hier nachträglich positiv auf Doping (Anabolika) getestet und bekam die Medaille 2019 wieder entzogen.
Seit 2017 trat Modsmanaschwili für Usbekistan an.

## Meisterschaften
(WM = Weltmeisterschaft, EM = Europameisterschaft, F = freier Stil, Mi = Mittelgewicht, damals bis 85 kg Körpergewicht, Hs = Halbschwergewicht, S = Schwergewicht, bis 96 kg bzw. 120 kg Körpergewicht)
- 2004, 5. Platz, Junioren-EM (Cadets) in Istanbul, Mi, hinter Rıza Yıldırım und Yusuf Turkaya, beide Türkei, Murad Rabadanow, Russland und Haikk Chatschatrjan, Armenien (warum bei dieser WM zwei türkische Ringer in einer Gewichtsklasse am Start waren bedarf noch der Klärung);
- 2006, 3. Platz, World Cup in Sari/Iran, F, Hs, hinter Xetaq Qazyumov, Russland und Michael Martínez Batista, Kuba und vor Jafar Daleri, Iran und Jewgeni Duschin, Russland;
- 2006, 2. Platz, Junioren-WM (Juniors) in Guatemala-Stadt, F, Hs, hinter Alan Loschow, Russland und vor Wiktor Kyhot, Ukraine und Rıza Yıldırım;
- 2007, 6. Platz, World Cup in Krasnojarsk, F, S, hinter Alireza Rezaei, Iran, Tolly Thompson, USA, Aljaksej Schamarau, Russland, Bachtijar Achmedow, Russland und Oleg Kalagov, Usbekistan;
- 2007, 14. Platz, WM in Baku, F, S, mit einem Sieg über Ottó Aubéli, Ungarn und einer Niederlage gegen Fardin Masoumi, Iran;
- 2008, unpl., EM in Tampere, F, S, nach Siegen über Nestoras Batzelas, Griechenland, Rareș Chintoan, Rumänien, Əli İsayev, Aserbaidschan und David Musuľbes, Slowakei belegte Dawit Modsmanaschwili eigentlich den 1. Platz. Er wurde aber nach der EM des Dopings überführt. Der Titel wurde ihm aberkannt.